# Тодор Нейков
Тодор Петров Нейков е български преводач от и на испански. Син на Петър Нейков, български дипломат и публицист.

## Биография и дейност
Тодор Нейков е роден на 27 май 1913 г. в Браила, Румъния. Завършва право във Франция, 4 години работи в българската легация в Берлин, а после е легационен секретар в Мадрид (1942 – 1945). Във Външното министерство служи до 1949 г. След това се занимава успешно с преводаческа дейност от и на испански език. Един от учредителите на българския съюз на преводачите. Женен е за Анастасия Савова – дъщеря на Димитър Савов от Враца – министър на финансите в кабинета на Иван Багрянов, осъден от Народния съд, загинал в лагера „Белене“.
Превежда на испански Елин Пелин – „Гераците“, после Йордан Йовков – „Жетварят", в съавторство с Хуан Едуардо Сунига – „Под игото“ на Иван Вазов. Превежда „Катедралата“ от Висенте Бласко Ибанес (с баща си Петър Нейков), след това „Славата на Дон Рамиро“ на аржентинския писател Енрике Ларета (с баща си Петър Нейков). Прави нов превод на „Дон Кихот“ (заедно със Стоян Бакърджиев), превежда книги на Хосе Ортега и Гасет, Мигел де Унамуно, Бенито Перес Галдос. Съавтор на испанско-български речник.
Тодор Нейков умира през 1984 г. в София.